# فرودگاه یوکا
فرودگاه یوکا (به انگلیسی: Yucca Airstrip) یک فرودگاه با کد یاتا UCC است که یک باند فرود آسفالت دارد و طول باند آن ۱۵۲۱ متر است. این فرودگاه در کشور ایالات متحده آمریکا قرار دارد و در ارتفاع ۱۱۹۵ متری از سطح دریا واقع شده است.